# Free & Easy
Free & Easy – dwudziesty szósty singel Ayumi Hamasaki, wydany 24 kwietnia 2002. Słowa do utworu tytułowego zostały napisane wspólnie przez Ayumi Hamasaki i Dai Nagao (D・A・I). W pierwszym tygodniu sprzedano 281 090 kopii, natomiast 486 520 kopii całościowo.
Singel został wydany z fotoksiążką Hamasaki Republic; zarówno książka, broszury utworów, jak i teledyski ukazują Hamasaki jako "Joannę d’Arc 21 wieku".

## Lista utworów
| Nr | Tytuł                                       | Muzyka        | Aranżacja | Czas |
| -- | ------------------------------------------- | ------------- | --------- | ---- |
| 1. | "Free & Easy (Original Mix)"                | CREA, D・A・I | HΛL       | 5:00 |
| 2. | "Naturally (dolly remix)"                   | CREA          | CMJK      | 5:09 |
| 3. | "still alone (Warp Brothers Extended Mix)"  | CREA          |           | 7:31 |
| 4. | "Free & Easy (Original Mix -Instrumental-)" | CREA, D・A・I | HΛL       | 4:59 |